# 오버 디 에지 (영화)
《오버 디 에지》(영어: Over the Edge)는 미국에서 제작된 조너선 캐플런 감독의 1979년 성장 범죄 드라마 영화이다. 마이클 에릭 크레이머, 맷 딜런 등이 출연하였고, 조지 리토 등이 제작에 참여하였다.

## 줄거리
놀거리가 오락 센터 하나 뿐인 콜로라도주 신도시에서 지루해진 10대들이 약과 비행에 빠져든다. 경찰과의 추격전은 친구 한 명이 사망하는 비극으로 끝나고, 반항심이 폭발한 이들은 폭동을 일으킨다.

## 출연
- 마이클 에릭 크레이머
- 맷 딜런
- 패멀라 루드위그
- 해리 노섭
- 빈센트 스파노
- 앤디 로마노
- 엘런 기어
- 리처드 제이미슨
- 레인 스미스
- 조너선 캐플런

## 기타 제작진
- 협력 제작: 조 캡, 로버트 S. 브렘슨
- 배역: 빅 라모스
- 미술: 제임스 윌리엄 뉴포트